# Nibles
Nibles település Franciaországban, Alpes-de-Haute-Provence megyében. Lakosainak száma 54 fő (2022. január 1.). Nibles Châteaufort, La Motte-du-Caire, Valernes és Vaumeilh községekkel határos.

## Népesség
A település népességének változása:
| Lakosok száma | 35   | 43   | 51   | 48   | 43   | 43   | 42   | 42   | 45   | 54   |
|               | 1968 | 1982 | 1990 | 2006 | 2013 | 2015 | 2017 | 2019 | 2020 | 2022 |